# Kamakura, Kanagawa
Kamakura (japanska: 鎌倉市?, Kamakura-shi) är en japansk stad i prefekturen Kanagawa på den östra delen av ön Honshu. Den ingår i Tokyos storstadsområde
Kamakura har ett antal kända tempel och helgedomar, däribland Kōtoku-in, ett tempel med Daibutsu, en stor Buddha-staty.

## Galleri

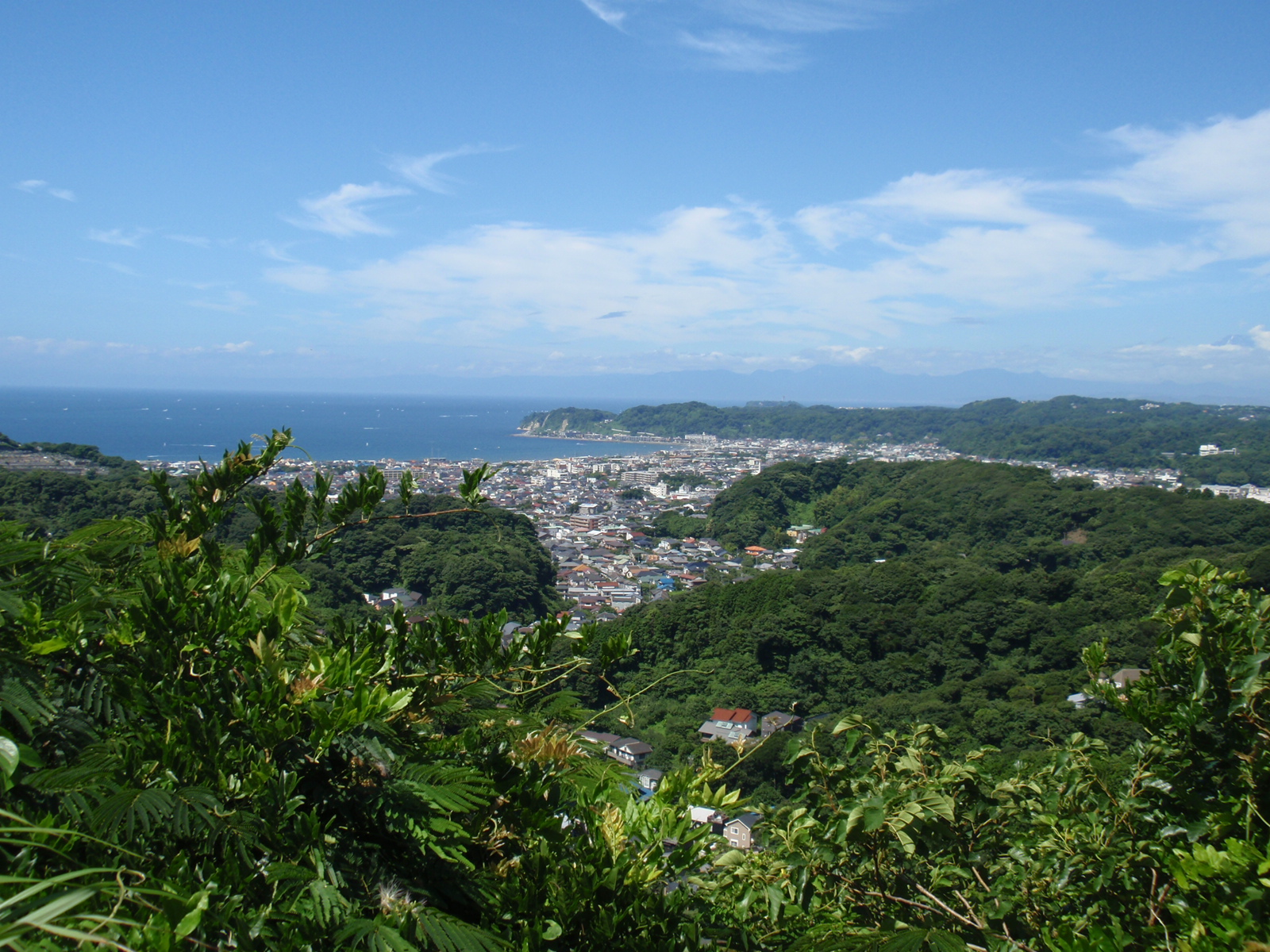
Vy över Kamakura
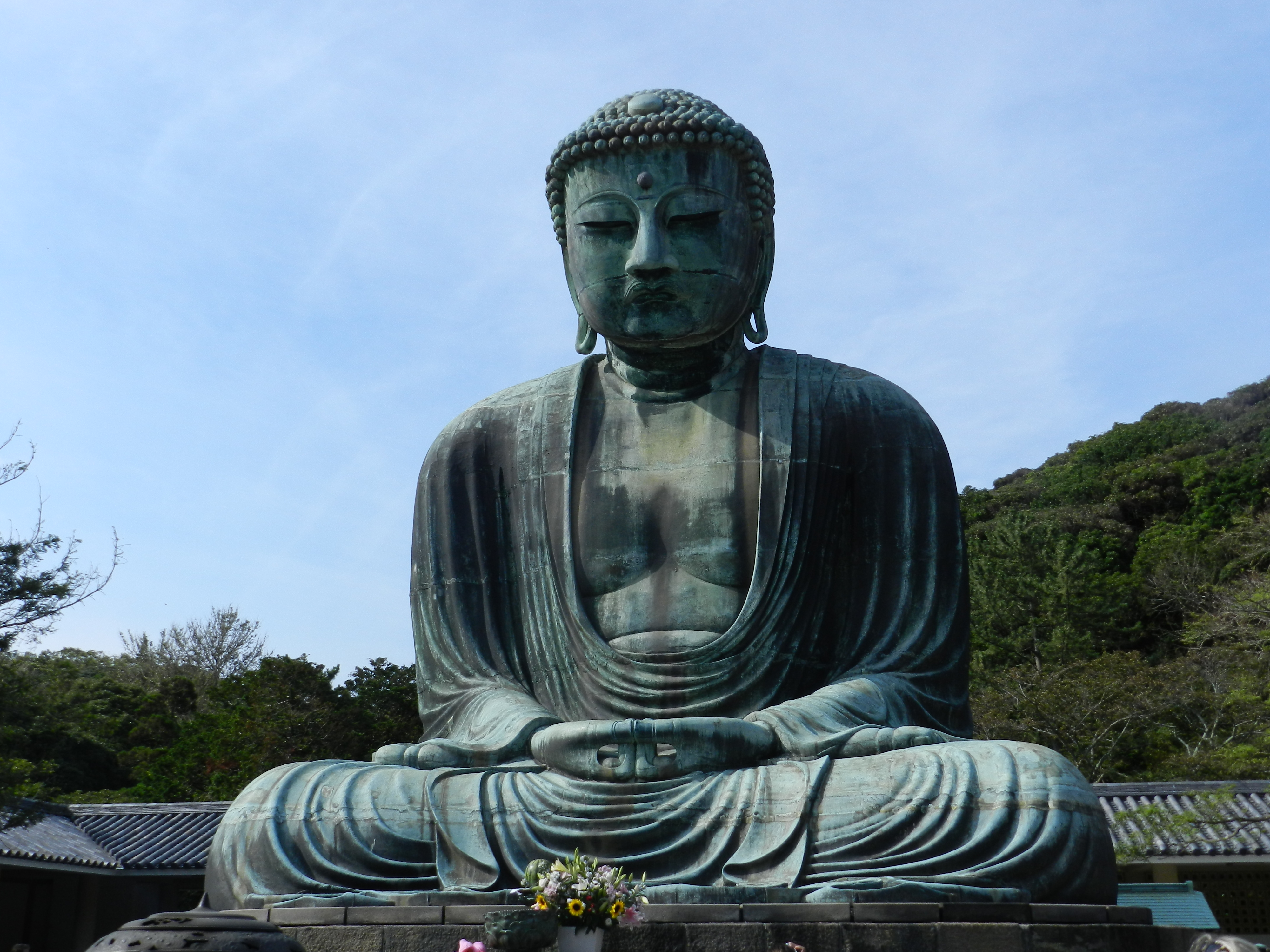
Daibutsu
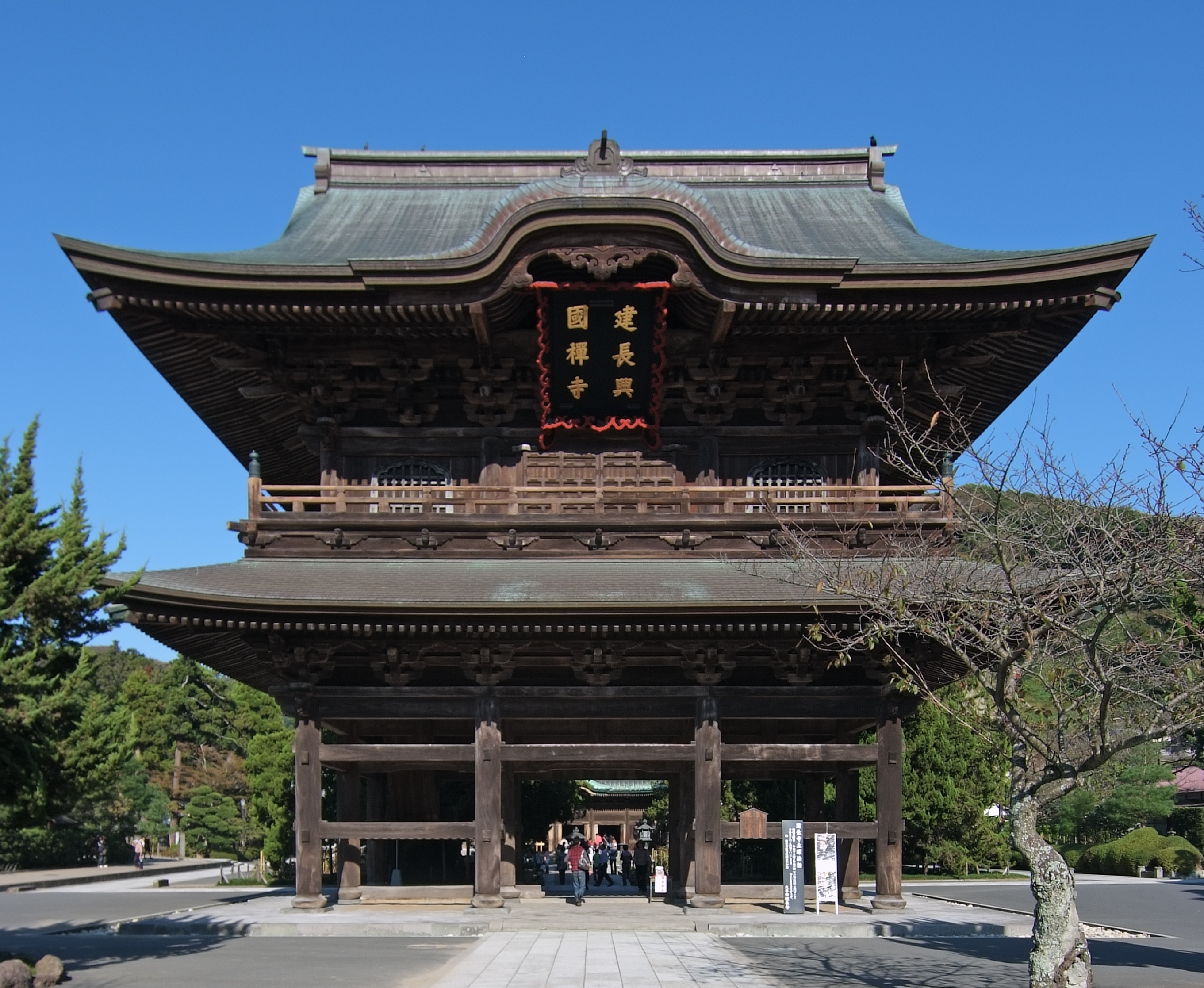
Kenchōji-templet